# 馮國綸
馮國綸，SBS，OBE，JP（1949年—），籍貫廣東鶴山，利豐集團執行董事，利豐有限公司董事總經理。

## 生平
馮國綸早年就讀英皇佐治五世學校，先後取得普林斯頓大學畢業工程理學士學位（1970年）及哈佛商學院工商管理碩士學位（1972年），1972年回港加入家族生意利豐集團，成為第三代經營者。在1976年擔任紡織部門的部門總監，1986年出任利豐集團董事。馮國綸與兄長馮國經利用西方管理知識與經驗應用在公司營運上，把過去從事貿易洋行及採購代理商的利豐，轉營為一個跨國商貿集團。
馮國綸先後擔任香港總商會、香港出口商會及太平洋經濟合作香港委員會之主席、香港貿易發展局理事會成員。2004年獲香港特別行政區政府委任為經濟及就業委員會委員。
他先後獲香港科技大學、香港理工大學及香港浸會大學頒授榮譽博士學位。

## 家庭
馮國綸是馮漢柱的次子，其兄為馮國經。馮國綸已婚，與妻子Sylvia育有1子。

## 榮譽
- 銀紫荊星章
- OBE
- 《商業週刊》－全球25位最佳經理（1995年）
- 《商業週刊》－亞洲50位知名人士（2000年）
- 《福布斯》－年度最佳企業家（2006年）

## 參閱
- 利豐集團網站 （页面存档备份，存于）
- 《與CEO對話》 （页面存档备份，存于）